# Caradrina cretica
Caradrina cretica là một loài bướm đêm trong họ Noctuidae.